# Jochen Horst
Jochen Horst (Osnabrück, 7 settembre 1961) è un attore tedesco.

## Biografia
Dopo aver completato gli studi a Graz, in Austria, grazie ad una educazione bilingue (suo nonno è di Chicago) si recò a Londra per frequentare il Lee Strasberg Theatre and Film Institute.
Dopo aver vissuto a Londra e in Australia per molti anni, ha interpretato diversi ruoli in serie televisive e film in Italia, Inghilterra e Francia. Ha recitato anche in teatro. Fu premiato nel 1989 con il premio O.E.Hasse, come miglior esordiente in teatro in Germania e nel 1996 con il premio Grimme come miglior attore.

## Filmografia
- L'ispettore Derrick (Derrick) – serie TV, 6 episodi  (1985-1994)
- Il commissario Köster (Der Alte) – serie TV, 1 episodio (1986)
- L'eredità dei Guldenburg (Das Erbe der Guldenburgs) – serie TV, 15 episodio (1987-1990)
- Wer erschoss Boro? – serie TV, 3 episodi  (1987)
- Always Afternoon – serie TV, 1 episodio  (1988)
- L'Achille Lauro - Viaggio nel terrore (Voyage of Terror: The Achille Lauro Affair), regia di Alberto Negrin – film TV (1990)
- Wüstenfieber – serie TV, 1 episodio (1990)
- Die Männer vom K3 – serie TV, 1 episodio  (1991)
- Insel der Träume – serie TV, 1 episodio  (1991)
- La nave dei sogni (Das Traumschiff) – serie TV, 1 episodio (1992-2011)
- Snowy – serie TV, 13 episodio (1993)
- Swing Kids - Giovani ribelli (Swing Kids), regia di Thomas Carter (1993)
- Il giardino di cemento (The Cement Garden), regia di Andrew Birkin (1993)
- Krücke), regia di Jörg Grünler  (1993)
- Mutter, ich will nicht sterben!, regia di Helmut Ashley – film TV (1994)
- Balko – serie TV, 48 episodi (1995-1998)
- La voce dell'assassino (Die Stimme des Mörders), regia di Otto Alexander Jahrreiss – film TV (1996)
- Il nostro piccolo angelo, regia di Andrea Frazzi – film TV (1997)
- Die Sexfalle, regia di Michael Keusch – film TV (1997)
- Der Handymörder, regia di Hans Werner – film TV (1998)
- Feuerläufer - Der Fluch des Vulkans, regia di Rainer Matsutani – film TV (1998)
- Francis, regia di Angelika Mönning – film TV (1998)
- Liebe versetzt Berge, regia di Michael Riebl – film TV (1999)
- Die Blendung - Verrat aus Liebe, regia di Ralph Bohn – film TV (1999)
- Guardia costiera (Küstenwache) – serie TV, 2 episodi (2000-2011)
- Die Todeswelle - Eine Stadt in Angst, regia di Frederik Steiner – film TV (2000)
- Trappola via internet (www.maedchenkiller.de - Todesfalle Internet), regia di Mark von Seydlitz – film TV (2000)
- Victor, l'angelo custode – serie TV, 10 episodi (2001)
- Tatort – serie TV, 1 episodio (2001)
- Jetzt bin ich dran, Liebling!, regia di Michael Steinke – film TV (2001)
- SOKO - Misteri tra le montagne (SOKO Kitzbühel) – serie TV, 1 episodio (2002)
- Im Visier der Zielfahnder – serie TV, 3 episodi (2002)
- Die Westentaschenvenus, regia di Kirsten Peters – film TV (2002)
- Braindogs – cortometraggio (2002)
- P.O.W. – serie TV, 1 episodio (2003)
- Utta Danella – serie TV, 1 episodio (2003)
- Luther - Genio, ribelle, liberatore (Luther), regia di Eric Till (2003)
- Bella Block – serie TV, 1 episodio (2003)
- Sophie (Typisch Sophie) – serie TV, 10 episodi (2004-2006)
- Beauty Queen – serie TV, 4 episodi (2004)
- Imperium: Nerone, regia di Paul Marcus – film TV (2004)
- Il nostro amico Charly (Unser Charly) – serie TV, 1 episodio (2004)
- Schöne Männer hat man nie für sich allein, regia di Hansjörg Thurn – film TV  (2004)
- Die Versuchung, regia di Bodo Fürneisen – film TV (2004)
- Doppelter Einsatz – serie TV, 1 episodio  (2004)
- Wolff, un poliziotto a Berlino (Wolffs Revier) – serie TV, 1 episodio (2005)
- Floridaträume, regia di Dieter Kehler – film TV (2005)
- Wie verführ' ich meinen Ehemann, regia di Karola Hattop – film TV (2007)
- Inga Lindström – serie TV, 1 episodio (2007)
- La valle delle rose selvatiche (Im Tal der wilden Rosen) – serie TV, 1 episodio (2007)
- Späte Rache - Eine Familie wehrt sich, regia di Thorsten Näter – film TV (2008)
- Rosamunde Pilcher – serie TV, 2 episodi  (2009-2010)
- Un caso per due – serie TV, 1 episodio  (2009)
- Sehnsucht nach Neuseeland, regia di Michael Keusch – film TV (2009)
- Polizeiruf 110 – serie TV, 1 episodio  (2010)
- Ein Sommer auf Sylt, regia di Thomas Nennstiel – film TV (2010)
- Dream Hotel (Das Traumhotel) – serie TV, 3 episodi (2011)
- Countdown (Countdown - Die Jagd beginnt) – serie TV, 1 episodio (2011)
- Die Stein – serie TV, 26 episodi (2008-2011)
- Squadra Speciale Cobra 11 (Alarm für Cobra 11 – Die Autobahnpolizei) – serie TV, 1 episodio (2014)